# Platypalpus stigmatelloides
Platypalpus stigmatelloides is een vliegensoort uit de familie van de Hybotidae. De wetenschappelijke naam van de soort is voor het eerst geldig gepubliceerd in 1988 door Grootaert & Chvala.